# Kekāuluohi
Kekāuluohi ou Kaʻahumanu III (Honolulu, 27 de Julho de 1794 - Honolulu, 7 de Junho de 1845) foi uma Kuhina Nui (Rainha Regente) do Reino do Havaí no reinado de Kamehameha III. 

## Biografia
Kekāuluohi nasceu em 27 de julho de 1794. Única filha do alto-chefe Kalaʻimamahu (meio-irmão de Kamehameha I) e da chefe Kalākua Kaheiheimālie de Maui, que era casada com Kamehameha I. Por ser enteada de Kamehameha I, era considerada uma nobre de alto escalão. Chegou a ser prometida para um príncipe taitiano da Casa de Pōmare ao nascer, mas o casamento foi desfeito após a morte do príncipe. Ela foi escolhida como uma das esposas de Kamehameha I em 1809, junto a Manono II.  Com a morte do rei em 1819, ela se casou com Kamehameha II, sendo uma de suas cinco esposas. Em seus dois primeiros casamentos não teve filhos, sendo em 1821 dada de presente para Charles Kana'ina, amigo de infância de Kamehameha II. 
Ela se tornou Kuhina Nui do Havaí em 5 de abril de 1839 e tomou o nome de Kaahumanu III, ocupando o lugar da falecida Kīnaʻu. Como Kuhina Nui (Rainha Regente), ela assinou, com o rei, todos os documentos oficiais; conduziu todos os negócios executivos que afetavam a Coroa; recebeu e transferiu terras do governo; e serviu como conselheira especial do rei, com poder de veto exclusivo sobre suas decisões. Ela e Kamehameha III assinaram a primeira Constituição do Reino do Havaí em 1840. Ela previa um corpo representativo eleito, um primeiro passo para que as pessoas comuns ganhassem poder político. Ela serviu na Casa dos Nobres desde sua fundação. A constituição também codificou pela primeira vez as responsabilidades e autoridade do kuhina nui. Ela ocupou ambas as posições até sua morte. 
Ela e Kana'ina tiveram um filho. Kekāuluohi deu à luz um filho em 31 de janeiro de 1835. Quando um nome para o príncipe estava para ser escolhido, sua mãe cantou: "I luna, i luna, i lunalilo, o mais alto, o mais alto, o mais alto de todos". Apesar de receber o nome cristão de William Charles, ele se tornou o rei Lunalilo do Havaí, em 1873. Kekāuluohi morreu de gripe em Pohukaina , Honolulu, em 7 de junho de 1845. Inicialmente enterrado na tumba de Pohukaina, localizada no Palácio de Iolani, seus restos mortais não estavam entre aqueles transportados em 1865 para o Mausoléu Real recém-construído em Mauna ʻAla, no Vale de Nu'uanu. Não se sabe se isso foi um engano ou omissão, mas o indignado Lunalilo se recusou a enterrar sua mãe no Mausoléu Real e, em vez disso, mandou que seus restos fossem enterrados no mar.  A linhagem familiar de seu pai sobrevive hoje através de sua prima e homônima Miriam Auhea Kekāuluohi Crowningburg . 
Um dormitório feminino leva seu nome no Campus Kamehameha Schools Kapalama. 